# I. Mengli Giráj krími kán
I. Mengli Giráj (krími tatár: I Meñli Geray, ١ منكلى كراى), (1515 – 1445. április 17.) krími tatár kán, I. Háddzsi Giráj fia. Feltehetően Nagy Szulejmán anyai nagyapja.

## Élete

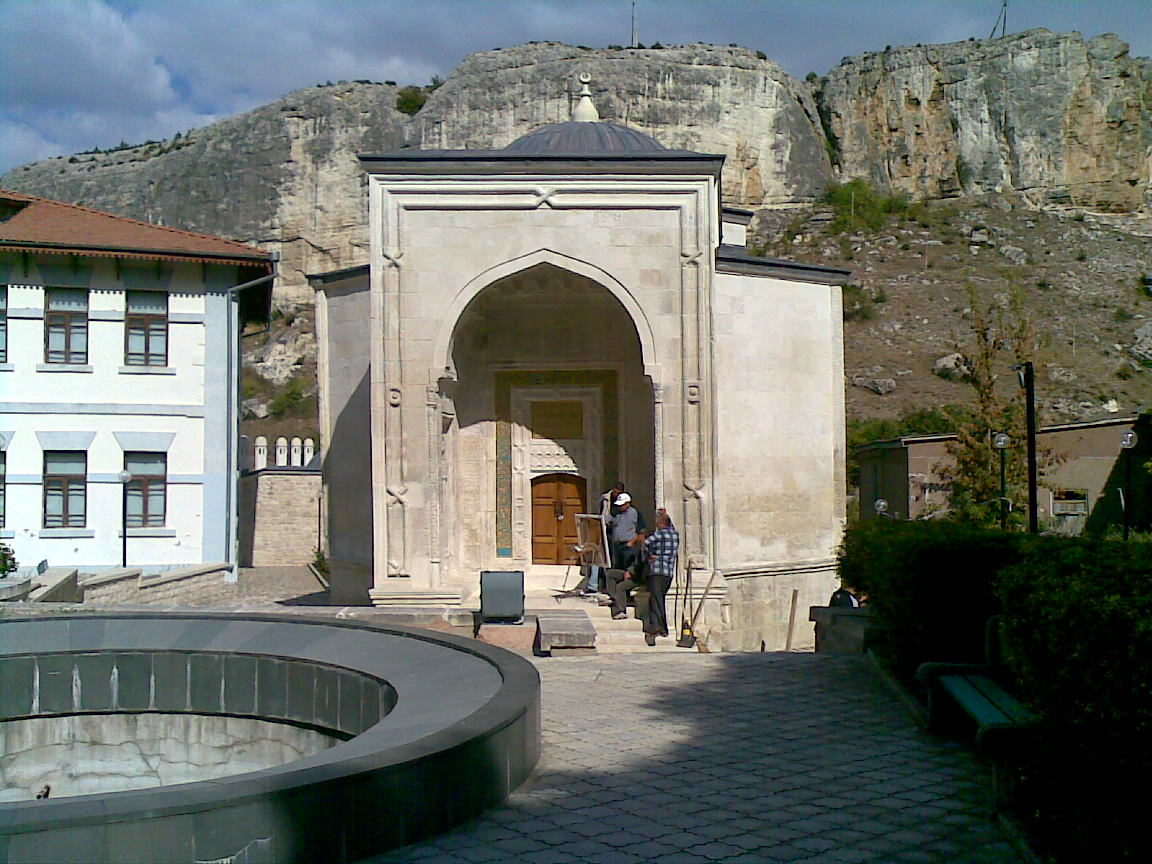
A Mengli Giráj által építtetett Zindzsirli medresze.

Mengli Giráj fiatalkoráról keveset tudunk, valószínűleg Kaffában nevelkedett.

Édesapja 1466-os halála után fiai vetélkedni kezdtek a káni címért. Menglinek 1467-ben sikerült letaszítania Núr Devletet, de csak alig pár hónapra. Két évvel később újra próbálkozott és a klánok támogatásával elnyerte a trónt és fivéreit a genovai Soldaia (ma Szudak) várába zárták. 1475-ben az Oszmán Birodalom elfoglalta Genova krími birtokait. Mengli a törökök ellen harcolt, de elfogták és Isztambulba vitték, ahol II. Mehmed szultán három évig a Héttoronyban tartotta fogva. 1478-ban hűséget fogadott a szultánnak, és török segítséggel visszaszerezte a Krímet, amelyet akkor az Arany Horda tartott megszállás alatt.

Mengli Giráj legfőbb ellensége a későbbiekben is az Arany Horda maradt. Legfontosabb szövetségese ebben a küzdelmében a moszkvai III. Iván nagyfejedelem volt, aki szintén ellensége volt a Hordának. Emiatt viszont a krími kánság viszonya megromlott a Litván Nagyfejedelemséggel. Moszkva, a Krím és III. István moldvai fejedelem több közös rablóhadjáratot indított Lengyelország-Litvánia ellen, 1482-ben Kijevet rabolták ki. 1502-nem Mengli Giráj seregei döntő győzelmet arattak az Arany Horda fölött és kifosztotta a fővárost Szarájt. Az Arany Horda ezzel megsemmisült. A közös ellenség eltűnésével az orosz-krími kapcsolatok megromlottak. A lengyel követ gazdag ajándékokkal rávette Menglit, hogy orosz területen fosztogasson. 1512 májusában Mengli fiai, Ahmed és Burnas végigpusztította a délorosz földeket, és az ellenük küldött orosz sereget elkerülve nagy zsákmánnyal és sok fogollyal tértek vissza. Még ugyanabban az évben megpróbálkoztak Rjazannyal, de a várost nem ostromolták meg, csak a környékbeli falvakat dúlták fel.

A II. Bajazid szultán 1512-es halálakor kitört utódlásharcban Mengli Szelimet csapatokkal támogatta, és feleségül küldte neki Aisha leányát. Feltehetőleg Aisha volt Nagy Szulejmán anyja.

Mengli Giráj vezette be a kalga tisztséget, amely a tatár hierarchiában a kán után a másodiknak számított. Az első kalga öccse, Jamgürcsi volt, 1507-től pedig legidősebb fia és örököse, I. Mehmed Giráj.

Mengli nagy palotát építtetett Szalacsikban (ma Bahcsiszeráj külvárosa). A palota mellett építtette fel a Zindzsirli medreszét, amely ma is látható; valamint I. Háddzsi Giráj mauzóleumát, ahová őt magát is temették 1515-ös halála után.

## Fordítás
Ez a szócikk részben vagy egészben  a(z)   Менгли I Герай című orosz Wikipédia-szócikk ezen változatának fordításán alapul.  Az eredeti cikk szerkesztőit annak laptörténete sorolja fel. Ez a jelzés csupán a megfogalmazás eredetét és a szerzői jogokat jelzi, nem szolgál a cikkben szereplő információk forrásmegjelöléseként.
| Előző uralkodó: Núr Devlet | Krími kán 1467 | Következő uralkodó: Núr Devlet |

| Előző uralkodó: Núr Devlet | Krími kán 1469 – 1475 | Következő uralkodó: Hajder |

| Előző uralkodó: interregnum | Krími kán 1478 – 1515 | Következő uralkodó: I. Mehmed Giráj |